# Fabiana fiebrigii
Fabiana fiebrigii là loài thực vật có hoa trong họ Cà. Loài này được Scolnick ex S.C.Arroyo mô tả khoa học đầu tiên năm 1976.